# Мићо Љубибратић
Михајло Мићо Љубибратић (Љубово, Требиње, 1839 — Београд, 26. фебруар 1889) је био српски војвода у Херцеговини. Био је први који је превео руски (по некима и француски) превод Курана на српски језик.

## Биографија
Михајло Мићо Љубибратић рођен je 1839. У шеснаестој години приступио је устанку Луке Вукаловића. По ријечима једног савременика, Мићо је војводи био десна рука "у свим пословима гдје се пера тицало а у невољи је знао и сабљом махнути". Временом је постао један од људи који руководе устанком. Учествовао је у преговорима који су вођени у Дубровнику 1862. године и његов потпис стоји на склопљеном уговору. Када је Вукаловић 1863. преко Бока которске, Трста и Беча отишао у Русију, Љубибратић је био један од пратилаца. Годину дана касније ова група се обратила српској влади за одобрење да се населе у Србији. По доласку у Београд, Љубибратић се ангажовао као национални радник и учествовао је у припремама  устанака у  југоисточној Херцеговини који је планиран за 1867. годину. Устанак је, међутим, одгођен због дипломатске активности српске владе око питања градова и промијењених политичких прилика..
Љубибратић је тада почео да самостално дјелује на организацији новог устаничког покрета. С групом истомишљеника основао је друштво Младо Српство, чији је циљ био да у прољеће 1873. поново дигне устанак. За своје политичке планове Љубибратић је покушао да придобије прваке балканских народа, желећи да на тај начин устанак добије шири панславистички значај. Свјестан дугогодишњег отпора босанског беговата реформама које је Порта проводила, а у духу вјерске толеранције, преговарао је с "мухамеданцима". Његова идеја и, како пише, "свагдашње убјеђење" било је да је за успјех устанка "цјелисходно и неопходно" измирење и споразум са "мухамеданцима". Ова, као и многе друге Љубибратићеве идеје наишле су на неразумијевање и одбијање средине у којој је религија била вододијелница. Фебруара 1875. Љубибратић је припремао људе за устанак. Надао да ће уз ослонац на цивилизовану Европу, првенствено на Мацинијеву и Гарибалдијеву Италију да постане главна личност аутономне Херцеговине. План Михајла Љубибратића био је да формира скупштину, привремену владу и војску. Устаничке вође бирао би народ непосредним гласањем, а не црногорски кнез. Народна скупштина, састављена од виђенијих главара, по његовим плановима требало је да: објави рат турској влади, обезбиједи моралну и материјалну помоћ европских влада, успостави сарадњу с босанским беговатом, пропише привремени закон и изабере неколико људи који би образовали привремену владу. Влада је требало да пред међународном јавношћу представи устанак као легитимну и цивилизацијску творевину. Постојање херцеговачке владе такође би онемогућило или бар смањило утицај Црне Горе на херцеговачки покрет, а то кнез Никола није дозволио. Постављање херцеговачких главара и руковођење устанком Никола је сматрао својим легитимним правом. Зато је црногорски кнез опструисао формирање устаничке владе, пославши Пека Павловића да силом удаљи Љубибратића са скупштине јула 1875. Љубибратић се показао као неуспјешан војсковођа. Није успио да ослободи ни једно веће мјесто у Херцеговини. Неспособност да сломи отпор турске посаде у Требињу правдао је опструкцијом црногорских главара у устаничкој војсци. Почетком септембра за своје борце пише да му "раде о глави", средином тог мјесеца потпуно су му отказали послушност. Околности у којима је морао да дјелује оставиле су трага и на његово здравље. Љубибратић је до краја 1875. у потпуности потиснут из устанка и практично натјеран да напусти Херцеговину. Пораз Љубибратића у устанку није био само пораз једног устаничког вође, већ пораз идеје да се устанку да један виши смисао. Академик Милорад Екмечић написао је да је то била "катастрофа политичке доктрине да се устанак води као самостална српска народна револуција по јединственим плановима и са заједничким циљевима". Побједа црногорског кнеза био је "тријумф локалног права над општим, права да се на издвојеној основи судбина великог устанка подреди преговорима два српска кнеза с Русијом и Аустро-Угарском, о добицима које би се могле постићи исправљањем неправичне турске границе неколико километара у националну корист". Српска штампа писала је децембра 1875. да је Љубибратић "отишао на босанско-српску међу да види како тамо устанак стоји и да ... новом организацијом учини да тамо устанак већма оживи". Међутим, идеја да преласком у Босну Љубибратић оствари циљеве које није могао у Херцеговини показала се као неостварива. Европске силе су, од тренутка када је постало јасно да устанак није само мала локална побуна, усаглашавале своје ставове у жељи да понуде заједничко рјешење.
Покушај обнављања устанка у Босни и читаво његово постојање сметало је Аустро-Угарској и Русији и изазивало страховање да би њихови планови у вези с Босном и Бугарском могли бити доведени у питање. Обнављање Љубибратићевог утицаја на босанском подручју само би додатно закомпликовало балканске прилике. У то вријеме примијењене су строге мјере против страних добровољаца. Љубибратић, непомирљиви противник компромиса, ухапшен је и затворен у Сплиту. Мићо Љубибратић најприје је одвојен од својих блиских сарадника и затим интерниран у Линц, гдје је из Трста жељезницом преко Граца и Бруклина стигао 20. марта 1876. у пратњи своје жене. У Линцу је стављен под полицијски надзор и могао се слободно кретати пошто се обавезао да се ни у ком случају неће удаљавати из тог мјеста. Како је од почетка често поболијевао и тврдио да се не може привикнути на тамошњу климу у љето 1876. одређен му је Грац као мјесто принудног боравка.

### У Краљевини Србији
Након пуштања вратио се у Србију гдје се ангажовао у у другом српско-турском рату а учествовао је и у рату са Бугарском 1882. Био је начелник Пиротског округа (1886—1888) и секретар Пореске управе Министарства финансија (1889) у Београду.

## Занимљивости
Салих Селимовић на крају своје књиге Да будемо оно што јесмо (2018., стр. 190.-192.) пише да је први превод Курана на српски језик урадио Мићо Љубибратић 1895. г.. Ни један муслиман ни немуслиман са јужнословенских простора пре њега то није урадио, а први такав превод је био тек 43 године касније, од стране Али Ризе Карабега. Тај превод је био само лоша компилација Љубибратићевог превода. Ни каснији преводи нису били много бољи. У самој Турској, први превод Курана на турски је урађен тек 1842. године. Хоџе на Балкану су училе напамет молитве на арапском, углавном без разумевања значења, а на тај начин су код неуких муслимана добијали статус учених особа и мистика.

## Галерија
- Опис фотографије:
Мићо Љубибратић (1839—1889), српски устанички војвода (период: 1875-1876) у Херцеговини, током Босанско-херцеговачког устанка (1875—1878).
- Опис илустрације:
Мићо Љубибратић (1839—1889) – портрет из новосадског листа "Орао" из 1876. године.
- Мићо Љубибратић, фотографија из биографског лексикона Знаменити Срби 19. века II, из 1903. године, који се чува у Завичајном одељењу Библиотеке града Београда